# Leucania insueta
Leucania insueta là một loài bướm đêm trong họ Noctuidae.